# Księżniczka na grochu
Księżniczka na grochu, Księżniczka na ziarnku grochu (ros. Принцесса на горошине, Princessa na goroszynie) – radziecka baśń filmowa z 1976 roku w reżyserii Borisa Rycariewa powstała na motywach bajek H.Ch. Andersena pt. Księżniczka na ziarnku grochu, Towarzysz podróży, Świniopas oraz Historia najmniej prawdopodobna.

## Fabuła
Pewnego dnia do wrót pałacu króla i królowej zastukała zmarznięta dziewczynka, informując że jest księżniczką. Nikt jej jednak nie uwierzył, ale użyczono jej gościny na dworze królewskim. W obawie jednak, żeby młody książę nie zakochał się w niej, wysłano go w daleką wędrówkę, by odnalazł swoją żonę – prawdziwą księżniczkę. W trakcie poszukiwań młodzieniec trafi do krainy króla chwalącego się hodowlą świń. Później pozna księżniczkę, która swoich wielbicieli zmusza do rozwiązywania zagadek. Następnie trafi do pałacu księżniczki o niezwykłej urodzie. Zrezygnowany podróżą wróci do domu, gdzie spotyka ową przybłędę z początku opowieści i weźmie z nią ślub.

## Obsada
- Irina Małyszewa jako księżniczka na grochu
- Andriej Podoszjan jako książę
- Innokientij Smoktunowski jako król-ojciec
- Alisa Friendlich jako królowa-matka
- Irina Jurewicz jako księżniczka
- Marina Liwanowa jako księżniczka
- Swietłana Orłowa jako księżniczka
- Jurij Czekułajew jako król
- Aleksandr Kalagin jako król